# Novorizonte
Novorizonte là một đô thị thuộc bang Minas Gerais, Brasil. Đô thị này có diện tích 264,076 km², dân số năm 2007 là 4899 người, mật độ 19 người/km².